# أبو طويل (جبل)
جبل أبو طويل هو جبل في سراة بلاد بلقرن بين وادي الهدارة وبين وادي القاع، ومنه يسيل شعب عويش، وشعيب سنده، وعليه قرية الحوزة، وقرية آل فايع.